# In Search of a Better Tomorrow
In Search of a Better Tomorrow – album stworzony przez polską grupę EABS (Electro Acoustic Beat Sessions) we współpracy z pakistańskim zespołem Jaubi. Został wydany 12 maja 2023 przez obie grupy i przez Astigmatic Records. Płyta przyniosła muzykom nagrodę Fryderyka 2024 w kategorii Album Roku Muzyka Korzeni.

## Lista utworów
Opracowano na podstawie materiału źródłowego.
| Nr | Tytuł utworu                     | Czas trwania |
| -- | -------------------------------- | ------------ |
| 1  | Yesterday                        | 1:23         |
| 2  | Judgement Day                    | 3:59         |
| 3  | Whispers                         | 4:42         |
| 4  | Strange Love                     | 5:44         |
| 5  | People in Between                | 6:41         |
| 6  | Raise Your Hearts, Drop Your Gun | 3:22         |
| 7  | Tomorrow                         | 4:46         |
| 8  | Madhuvanti                       | 7:41         |
| 9  | Moon                             | 1:44         |
| 10 | Sun                              | 3:38         |

## Twórcy

### EABS
- Marek "Latarnik" Pędziwiatr – fortepian, Fender Rhodes Mark II, Nord Stage 2, Moog Voyager
- Marcin Rak – perkusja
- Paweł "Wuja HZG" Stachowiak – gitara basowa, Moog Little Phatty
- Olaf Węgier – saksofon tenorowy i sopranowy, klarnet basowy
- Jakub Kurek – trąbka

### Jaubi (جاوبی)
- Ali Riaz Baqar – gitara
- Kashif Ali Dhani – tabla, wokal
- Zohaib Hassan Khan – sarangi